# كليفتون (يورك)
كليفتون هي إحدى ضواحي يورك في السلطة المركزية لمدينة يورك في شمال إنجلترا، وهي تبعد حوالي 1.6 كم عن وسط المدينة.

## أعلام
- ويل أشتون